# Referendum over het Colombiaanse vredesakkoord
Het Referendum over het Colombiaanse vredesakkoord van 2016 was een referendum op zondag 2 oktober 2016 over het vredesakkoord tussen de Colombiaanse regering en de guerrilla's van de Revolutionaire Strijdkrachten van Colombia (FARC). In het referendum kon het Colombiaanse volk een oordeel geven over het voorliggende vredesakkoord.
Het vredesakkoord werd getekend in Cartagena op 26 augustus 2016. De opiniepeilingen wezen op een grote overwinning voor de voorstanders. De uitslag was een zeer kleine overwinning van 50,21% van de stemmen voor de tegenstanders. Met deze uitslag werd het vredesakkoord met een verschil van 53.894 stemmen op een totaal van 13.066.047 verworpen.
Ondanks de verwerping van het vredesakkoord kende het Noors Nobelcomité de Nobelprijs voor de Vrede aan president Juan Manuel Santos toe voor zijn onverbiddelijke inzet om het al decennia durende conflict in zijn land te willen beëindigen.

## Achtergrond

### Militair conflict
Tussen 1948 en 1958 was Colombia in burgeroorlog, ook wel La Violencia. In de nadagen van dit conflict ontstonden enclaves in gebieden die bezet werden door leden van de Communistische Partij Colombia. In 1958 sloten de Partido Liberal Colombiano en de Partido Conservador Colombiano vrede en richtte het Nationaal Front. Na ongenoegen van conservatieve PCC-senatoren en na contra-terrorismeadviezen van de Amerikanen ging het Colombiaanse leger in 1962 over tot actie tegen de enclaves. In 1964 omsingelde het Colombiaanse leger de Marquetalia Republiek. Pedro Antonio Marín wist de enclave te ontvluchten en richtte in reactie op de val van de enclave samen met andere overlevenden de Revolutionaire Strijdkrachten van Colombia (FARC) op. Tot 1982 was de FARC een relatief kleine guerrillagroep die actief was in afgelegen gebieden.
In 1982 besloot de FARC op de Zevende Guerrilla Conferentie van de FARC tot een radicale koerswijziging. Door nieuwe inkomsten uit cocaïnehandel kon de FARC meer manschappen aanhouden. Vanwege de groeiende activiteiten namen conflicten met drugsbaronnen toe. Tegelijkertijd sloot de conservatieve president Belisario Betancur in 1984 een wapenstilstand met de FARC in Uribe, Meta. In 1985 richt enkele FARC-leden de politieke partij Unión Patriótica. Het Uribe-akkoord hield stand tot 1987 toen de FARC een eenheid van het Colombiaanse leger aanviel. President Virgilio Barco eist hierop de ontwapening van de FARC, deze weigerde waardoor de wapenstilstand klapte. Ondanks onderlinge aanvallen en het klappen van het wapenstilstand bleven beide partijen op politiek niveau praten.
Midden jaren 1990 bleef de FARC groeien door inkomsten uit drugsgerelateerde zaken, ontvoeringen en door "belasting" te heffen voor bescherming van coca-telers tegen de Colombiaanse overheid. De FARC had toen der tijd tussen de 7.000 en 10.000 manschappen door het hele land. In 1997 en 1998 ondersteunde de FARC en het ELN demonstrerende coca-telers door aanslagen te plegen op oppositionele raadsleden in het zuiden van het land. Ook pleegde de FARC meerdere aanslagen op eenheden van het leger. Als reactie hierop vormde rechtse paramilitairen organisaties de Autodefensas Unidas de Colombia (AUC). Deze organisatie had nauwe banden met drugskartels en vocht samen met het Colombiaanse leger tegen de FARC als ook tegen burgers.
Op 7 augustus 2007 werd Andrés Pastrana ingezworen als president. Pastrana was verkozen op de belofte vrede te brengen in Colombia en de drugshandel aan te pakken. Ondanks aanslagen van de FARC begon Pastrana vredesonderhandelingen met de groep. Op 21 februari 2002 klapte de vredesonderhandelingen. Enkele dagen later ontvoerde de FARC presidentskandidaat Íngrid Betancourt.
In 2002 trad Álvaro Uribe aan als president. Hij stond een harde lijn voor tegen de guerrilla's. Onder Uribe nam de veiligheid in Colombia relatief toe. Hij bestreed zowel de links guerrilla's als de rechtse paramilitairen. In 2004 liet hij de AUC gedeeltelijk ontmantelen terwijl het Colombiaanse leger de FARC en ELN in de jungle achtervolgde. Op 2 juli 2008 voerde het Colombiaanse leger Operatie Jaque uit. Bij deze operatie werden 15 gevangenen van de FARC bevrijd waaronder Betancourt.
Minister van Defensie in het tweede kabinet van Uribe, Juan Manuel Santos, werd in 2010 verkozen tot president van Colombia. Als minister stond Santos bekend als hardliner tegenover de guerrilla's. Bij zijn verkiezing beloofde Santos om de gewapende strijd tegen de FARC voort te zetten. In 2012 begon het Colombiaanse leger een offensief om zoveel mogelijk FARC-gebied in te nemen.

### Vredesbesprekingen
In februari 2012 begonnen geheime onderzoekende gesprekken tussen de Colombiaanse regering en de FARC over vrede. In augustus van dat jaar kwamen beide partijen een dialoogsysteem en agenda overeen en begin september maakte president Santos de besprekingen publiekelijk. De onderhandelingen vonden plaats in Oslo en Havana.
Het Constitutioneel hof keurde op 18 juli 2016 het voorleggen van het aanstaande vredesakkoord aan de Colombiaanse bevolking door middel van een referendum goed.
Op 24 augustus bereikte beide partijen een slotakkoord. Dit akkoord werd op 26 september 2016 feestelijk ondertekend in Cartagena in aanwezigheid van regionale en internationale hoogwaardigheidsbekleders.

## Administratief

### Datum
Direct na het bereiken van het slotakkoord in Havana op 24 augustus 2016 werd bekendgemaakt dat het vredesakkoord op 2 oktober 2016 zou worden voorgelegd aan het Colombiaanse volk.

### Referendumvraag
De referendumvraag werd vastgesteld op 30 augustus 2016. Het stembiljet bestond uit een simpele vraag waarbij door middel van Sí (ja) of No (nee) het vredesakkoord goedgekeurd dan wel afgekeurd kon worden door de stemmer. De vraag die voorgelegd werd:

¿Apoya usted el acuerdo final para la terminación del conflicto y la construcción de una paz estable y duradera?
(Steunt u het slotakkoord voor het beëindigen van het conflict en het opbouwen van een stabiele en duurzame vrede?)

Voor goedkeuring van het akkoord is minimaal 13% van het electoraat vereist (4.536.992 stemmen van de maximale 34.899.945) en het aantal voorstemmen moet groter zijn dan het aantal tegenstemmen.

## Campagne

### Voorstanders
President Juan Manuel Santos, als aanjager van de vredesonderhandelingen, ondersteunde de "Ja"-campagne.
Politieke partijen die onder andere voorstander zijn: Liberale Partij Colombia, Conservatieve Partij Colombia, Sociale Partij van Nationale Eenheid.

### Tegenstanders
De luidste tegenstander van het akkoord was zittend senator en oud-president Álvaro Uribe. Uribe stond een harde lijn voor tegen de guerrillabewegingen tijdens zijn twee termijnen als president. Daarnaast is Uribe ook een van de felste critici van het algehele beleid van Santos. Politici van het Centro Democrático, Uribes partij, steunen Uribe en zijn zelf ook uitgesproken tegen het akkoord. Onder hen de presidentskandidaat voor 2014 Óscar Iván Zuluaga. De partij kwam met enkele kritieken op het vredesakkoord. Ze zijn bijvoorbeeld tegen dat de guerrilla's niet vast gezet hoeven te worden voor hun misdaden, dat ze automatisch zetels krijgen in het parlement en dat het drugssmokkel zal legaliseren.
De conservatieve voormalig procureur-generaal Alejandro Ordóñez is tegen. Anders dan zijn eigen Conservatieve partij is voormalig president Andrés Pastrana tegen het akkoord.

## Opiniepeilingen
Vanwege de lage telefoon- en bevolkingsdichtheid in de Amazoneregio (Amazonas, Caquetá, Guainía, Guaviare, Putumayo en Vaupés), Orinoquíaregio (Arauca, Casanare, Meta en Vichada) en Eilandenregio (San Andrés y Providencia en eilanden voor de kust van Colombia) worden deze regio's in bijna alle peilingen uitgesloten. Waar dit niet het geval is staat dit vermeld.
| Datum(s) uitgevoerd | Ja    | Nee   | Onbeslist | Voorsprong | Steekproef | Foutmarge | Uitgevoerd door               | Methode                          | Opmerkingen                                                     |
| ------------------- | ----- | ----- | --------- | ---------- | ---------- | --------- | ----------------------------- | -------------------------------- | --------------------------------------------------------------- |
| 26—27 sep           | 62%   | 38%   | —         | 24%        | 540        | ±3,8%     | Cifras & Conceptos[dode link] | Telefoon                         | Alleen stedelijke gebieden; Arauca, Casanare en Meta inbegrepen |
| 24—26 sep           | 55,0% | 36,6% | 4,7%      | 18,4%      | 1.415      | ±2,13%    | Datexco                       | Telefoon                         | Meta inbegrepen                                                 |
| 21—25 sep           | 66%   | 34%   | —         | 32%        | 851        | ±4,7%     | Ipsos Napoleón Franco         | Telefoon                         |                                                                 |
| 15—20 sep           | 54%   | 32%   | 12%       | 22%        | 1.674      | ±2,2%     | Cifras & Conceptos[dode link] | Telefoon                         | Alleen stedelijke gebieden; Arauca, Casanare en Meta inbegrepen |
| 14—18 sep           | 67,6% | 32,4% | —         | 35,2%      | 393        | ±4,9%     | Invamer                       | Interview aan huis               |                                                                 |
| 13—15 sep           | 55,3% | 38,3% | 4,3%      | 17,0%      | 1.226      | ±2,13%    | Datexco                       | Telefoon                         | Meta inbegrepen                                                 |
| 6—8 sep             | 64,8% | 28,1% | 4,1%      | 36,7%      | 1.196      | ±2,13%    | Datexco                       | Telefoon                         | Meta inbegrepen                                                 |
| 1—5 sep             | 72%   | 28%   | —         | 44%        | 799        | ±4,9%     | Ipsos Napoleón Franco         | Telefoon                         |                                                                 |
| 31 aug—1 sep        | 59,5% | 33,2% | 4,7%      | 26,3%      | 1.163      | ±2,13%    | Datexco                       | Telefoon                         | Meta inbegrepen                                                 |
| 30 jul—2 aug        | 39%   | 50%   | 11%       | 11%        | 1.000      | ±3,1%     | Ipsos Napoleón Franco         | Telefonische en thuis interviews | Gewogen gemiddelde                                              |

## Uitslag

Uitslag per consulaat
Meerderheid van stemmen: Ja
Meerderheid van stemmen: Nee

### Landelijke uitslag
| Keuze                                                | Stemmen    | %      |
| ---------------------------------------------------- | ---------- | ------ |
| Ja                                                   | 6.377.482  | 49,78% |
| Nee                                                  | 6.431.376  | 50.21% |
| Geldige stemmen                                      | 12.808.858 | 98,03% |
| Blanco                                               | 170.946    | 1,31%  |
| Ongeldig                                             | 86.423     | 0,66%  |
| Totaal stemmen                                       | 13.066.047 | 100%   |
| Geregistreerd                                        | 34.899.945 | 37,43% |
| Bron: RNEC, Univision (99,98% van de stemmen geteld) |            |        |

### Uitslag per departement

Uitslag per departement
Meerderheid van stemmen: Ja
Meerderheid van stemmen: Nee

Uitslag per gemeente
Meerderheid van stemmen: Ja
Meerderheid van stemmen: Nee

| District   | District                 | Opkomst   | Opkomst    | Stemmen   | Stemmen   | Percentage | Percentage |
| District   | District                 | Aantal    | Percentage | Ja        | Nee       | Ja         | Nee        |
| ---------- | ------------------------ | --------- | ---------- | --------- | --------- | ---------- | ---------- |
|            | Amazonas                 | 11.714    | 26,15%     | 6.524     | 4.994     | 56,64%     | 43,35%     |
|            | Antioquia                | 1.742.139 | 38,37%     | 648.051   | 1.057.518 | 37,99%     | 62,00%     |
|            | Arauca                   | 61.088    | 34,58%     | 28.653    | 30.274    | 48,62%     | 51,37%     |
|            | Atlántico                | 430.989   | 24,10%     | 258.121   | 168.300   | 60,53%     | 39,46%     |
|            | Bogotá, D.C.             | 2.570.359 | 46,33%     | 1.423.612 | 1.114.933 | 56,07%     | 43,92%     |
|            | Bolívar                  | 350.488   | 23,33%     | 208.019   | 137.307   | 60,23%     | 39,76%     |
|            | Boyacá                   | 387.666   | 41,74%     | 188.840   | 188.170   | 50,08%     | 49,91%     |
|            | Caldas                   | 325.680   | 41,82%     | 135.540   | 180.366   | 42,90%     | 57,09%     |
|            | Caquetá                  | 85.490    | 30,41%     | 39.197    | 44.282    | 46,95%     | 53,04%     |
|            | Casanare                 | 128.914   | 48,98%     | 36.118    | 89.054    | 28,85%     | 71,14%     |
|            | Cauca                    | 361.577   | 38,98%     | 235.219   | 113.776   | 67,39%     | 32,60%     |
|            | Cesar                    | 243.022   | 32,53%     | 120.595   | 117.446   | 50,66%     | 49,33%     |
|            | Chocó                    | 97.649    | 32,87%     | 75.257    | 19.095    | 79,76%     | 20,23%     |
|            | Córdoba                  | 378.979   | 31,65%     | 225.223   | 145.611   | 60,73%     | 39,26%     |
|            | Cundinamarca             | 791.553   | 44,82%     | 336.874   | 437.928   | 43,47%     | 56,52%     |
|            | Guainía                  | 6.105     | 24,02%     | 3.326     | 2.664     | 55,52%     | 44,47%     |
|            | Guaviare                 | 21.894    | 38,78%     | 11.132    | 9.924     | 52,86%     | 47,13%     |
|            | Huila                    | 311.476   | 39,18%     | 119.706   | 185.484   | 39,22%     | 60,77%     |
|            | La Guajira               | 109.217   | 19,39%     | 65.417    | 41.566    | 61,14%     | 38,85%     |
|            | Magdalena                | 222.121   | 24,43%     | 132.063   | 86.102    | 60,53%     | 39,46%     |
|            | Meta                     | 307.243   | 45,43%     | 109.676   | 191.489   | 36,41%     | 63,58%     |
|            | Nariño                   | 399.043   | 36,72%     | 251.047   | 136.283   | 64,81%     | 35,18%     |
|            | Norte de Santander       | 451.080   | 40,30%     | 159.255   | 282.183   | 36,07%     | 63,92%     |
|            | Putumayo                 | 70.090    | 32,94%     | 44.643    | 23.505    | 65,50%     | 34,49%     |
|            | Quindío                  | 188.424   | 41,32%     | 73.393    | 110.708   | 39,86%     | 60,13%     |
|            | Risaralda                | 314.673   | 41,38%     | 136.208   | 171.230   | 44,30%     | 55,69%     |
|            | San Andrés y Providencia | 9.767     | 20,20%     | 5.275     | 4.313     | 55,01%     | 44,98%     |
|            | Santander                | 714.669   | 43,67%     | 310.555   | 389.598   | 44,35%     | 55,64%     |
|            | Sucre                    | 227.394   | 34,36%     | 137.817   | 84.887    | 61,88%     | 38,11%     |
|            | Tolima                   | 416.428   | 39,99%     | 164.061   | 243.150   | 40,28%     | 59,71%     |
|            | Valle del Cauca          | 1.228.878 | 36,12%     | 633.329   | 574.237   | 52,44%     | 47,55%     |
|            | Vaupés                   | 4.962     | 23,74%     | 3.796     | 1.067     | 78,05%     | 21,94%     |
|            | Vichada                  | 12.371    | 26,24%     | 6.139     | 5.977     | 50,66%     | 49,33%     |
| Bron: RNEC |                          |           |            |           |           |            |            |

## Reacties op de uitslag

### Wapenstilstand
Nadat duidelijk werd dat het vredesakkoord met een minimaal verschil verworpen was meldde president Juan Manuel Santos in een televisietoespraak dat de wapenstilstand met de FARC van kracht bleef. Ook rebellenleider Timoleón Jiménez meldde dat de FARC de wapenstilstand handhaaft. Op 13 oktober verlengde Santos de wapenstilstand tot en met 31 december 2016.

### Politiek overleg
De Colombiaanse regering en de FARC gingen direct na het bekendmaken van de uitslag in Havana om tafel om te kijken wat er van het akkoord gered kon worden. Om het akkoord te redden moest president Juan Manuel Santos onderhandelen met het "Nee"-kamp van Álvaro Uribe. Uribe wil onderhandelen om zo een eerlijker vredesakkoord te krijgen.
Delegatieleider voor de regering Humberto de La Calle meldde op 22 oktober 2016 dat het vredesproces "fragiel" is, maar dat er "tientallen" voorstellen uit verschillende politieke en sociale sectoren waren gekomen, die eerst tegen het akkoord waren.

### Nobelprijs voor de Vrede
Het Noors Nobelcomité kende de Nobelprijs voor de Vrede op 7 oktober 2016 toe aan president Juan Manuel Santos voor diens onverbiddelijke inzet om het al decennia durende conflict in zijn land willen beëindigen. Ondanks dat het referendum met een kleine meerderheid werd verworpen stelt het comité dat dit niet het einde hoeft te betekenen van het vredesproces. Het comité wenst met het toekennen van de prijs hen te steunen, en de president in het bijzonder, die zich in zetten voor het vredesproces in Colombia.
In een toespraak benadrukt Santos dat de belangrijkste prijs voor hem, de vrede, nog gewonnen moest worden. Santos: "Ik draag hem op aan alle Colombianen, en in het bijzonder aan de miljoenen slachtoffers van het gewapende conflict dat ons land meer dan een halve eeuw heeft verscheurd. Ik krijg de prijs niet in mijn naam, maar in naam van alle Colombianen." Enkele dagen later werd bekend dat Santos het bijbehorende prijsgeld doneert aan de slachtoffers van het conflict.
Íngrid Betancourt, oud-presidentskandidaat en gijzelaar van de FARC (2002-2008), is van mening dat ook de FARC moet delen in de prijs. Ze is van mening dat de Nobelprijs het vredesproces ondersteunt en dat de FARC daarin een wezenlijk belang in heeft gespeeld. Ze merkt op dat het uitzonderlijk is dat niet beide partijen in het vredesakkoord delen in de prijs. FARC-leider Timoleón Jiménez heeft president Santos gefeliciteerd, maar ziet liever een einde aan het conflict.